# Ладыков, Алексей Олегович
Алексе́й Оле́гович Ла́дыков (род. 11 июня 1977, Чебоксары) — российский предприниматель, региональный (Чувашская Республика) государственный и муниципальный деятель, учёный-экономист. Заместитель председателя Кабинета министров Чувашской Республики —  полномочный представитель Чувашской Республики при Президенте Российской Федерации (с 2021).
Глава администрации (сити-менеджер) города Чебоксары (2011—2021). Кандидат экономических наук (2004). Заслуженный строитель Чувашской Республики (2014). Член Местного политического совета Чебоксарского городского местного отделения Партии «Единая Россия».

## Биография

### Происхождение
Родился 11 июня 1977 года в городе Чебоксары Чувашской АССР. Среднее образование получал в школе № 27 города Чебоксары; является выпускником Лицея № 3 города Чебоксары. Учитель физики Артемьева Ольга Николаевна вспоминает: «Алексей учился хорошо, был целеустремленным, всегда добивался того, что планировал, в классе считался лидером, заводилой». 
В 1999 году с отличием окончил Чувашский государственный университет им. И. Н. Ульянова, по специальности «экономическая теория», имеет квалификацию «экономист». В 2005 году окончил аспирантуру Нижегородского института менеджмента и бизнеса, в 2004 году в защитил диссертацию «Исследование структурно-отраслевых изменений в региональной экономической системе» на соискание ученой степени кандидата экономических наук.

### Предпринимательская деятельность
С 2000 года — менеджер ООО «Протект», работавшей в сфере производства охранно-пожарной сигнализации; в дальнейшем в этой фирме работал заместителем директора по коммерческим вопросам (2000—2002), коммерческим директором (2002—2011, с 2005 по совместительству). С 2002 по 2011 — генеральный директор ООО «Инкрит» (до 2005 по совместительству), удостоенного диплома «Лучшее малое предприятие года» в 2004 году. С 2004 по 2005 — заместитель генерального директора по коммерческим вопросам ООО "Строительная компания «Старатель» (по совместительству); в 2005 — генеральный директор этой фирмы.

### Муниципальная деятельность
С 2005 по 2011 — депутат Чебоксарского городского Собрания депутатов IV (2005—2010) и V (2010—2011; от избирательного округа № 27) созывов, где был председателем постоянной комиссии по бюджету и членом постоянной комиссии по вопросам градостроительства, землеустройства и развития территории города.
2011—2021 год — глава администрации города Чебоксары, переизбран в 2020 году. Ушел с должности сити-менеджера в 2021 году по собственному желанию. Заместитель председателя Ассоциации городов Поволжья (с 2020).

## Семья и личная жизнь
Женат, есть два сына и дочь.
Жена Татьяна Ивановна Ладыкова — доцент кафедры региональной экономики и предпринимательства ЧГУ им. И. Н. Ульянова; в её собственности два земельных участка в 1500 и 1218 кв. м.
Дед — Ладыков Митрофан Иванович — ветеран Великой Отечественной войны, участник Курской битвы, связист.
Чебоксарский блогер и общественник Константин Ишутов утверждает, что А. О. Ладыков имел три судимости и криминальную кличку Ушан.

## Критика
Является автором научных трудов. Диссертация А. О. Ладыкова содержит в себе многочисленные недобросовестные заимствования. На данное обстоятельство указывает Диссернет.

## Награды

##### Награды Чувашии
- Орден «За заслуги перед Чувашской Республикой» (15 августа 2024) — «за заслуги перед Чувашской Республикой и многолетнюю плодотворную работу[6].
- Медаль ордена «За заслуги перед Чувашской Республикой» (2021) — «за заслуги перед Чувашией и активную общественную деятельность[7].
- Заслуженный строитель Чувашской Республики (2014).
- Медаль «За заслуги перед городом Чебоксары» (2019)[8].
- Почетная грамота Государственного совета Чувашской Республики (2021).

##### Ведомственные награды
- Памятная медаль «85 лет гражданской обороне» (МЧС России, 2017) — «за многолетнее и безупречное служение делу гражданской обороны, за заслуги и личный вклад в развитие и совершенствование мероприятий в области гражданской обороны, защиты населения и территорий от чрезвычайных ситуаций, обеспечения пожарной безопасности и безопасности людей на водных объектах, а также в связи с 85-летием со дня образования Гражданской обороны[9].

##### Общественные награды
- Кавалер Императорского и Царского ордена Святого Станислава III степени 22.10./4.11.2013 (указ № 4/СI-III-2013, грамота № 144/СIII-2013, подписаны в Москве) — «в воздаяние заслуг перед Отечеством и во свидетельство особого НАШЕГО благоволения»[10].